# Harischandra Sakharam Bhatavdekar

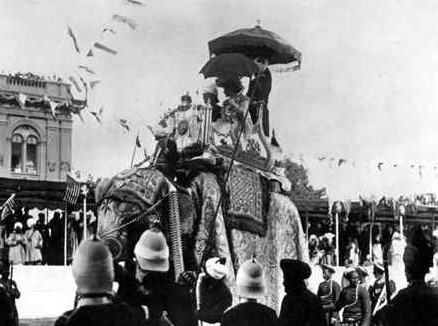
Lord e Lady Curzon montados em um elefante durante o Durbar de Coroação em Delhi, em 1903, em um filme noticioso dirigido por H. S. Bhatavdekar

Harischandra Sakharam Bhatavdekar (nascido a 15 de Março de 1868), também era conhecido como H. S. Bhatavdekar ou simplesmente como Save Dada, foi o primeiro indiano a produzir um filme.

## Biografia
Save Dada residia em Bombaim (actualmente Mumbai). Ele era fotografo e foi um dos primeiros a testemunhar apresentação dos irmãos Lumiére em 1886, em Bombaim. Save Dada logo adquiriu uma câmara de cinema e um projector e passou a fazer alguns filmes que retratavam o quotidiano da cidade e também alguns eventos importantes.

## Primeiro filme indiano
The Wrestlers esse foi o nome do primeiro filme indiano, e além disso foi o primeiro documentário da Índia. Este filme mostrava um desafio de luta livre que havia ocorrido na cidade de Bombaim.
Os filmes posteriores de H. S. Bhatavdekar foram todos cenas do quotidiano de Bombaim ou de acontecimentos de importância histórica. É por isso que Save Dada é também conhecido como o primeiro realizador de documentarios da Índia.

## Filmografia
Como Director:
The Wrestlers (1899)
A man and his monkeys (1899)
Local Scenes: Landing of M. M. Bhownuggree (1901)
Atash Behram (1901)
Sir Wrangler Mr. R. P. Paranjpe (1902)
Delhi Durbar of Lord Curzon (1903)
Delhi Durbar (1903)